# Supermannen
Supermannen is een band met leden uit Almere en Amsterdam, opgericht in 2001, die een mix van  indie-stonerrock en post-grunge met Nederlandse teksten brengt.
In 2009 bracht de band hun debuut-cd uit, een bundeling van materiaal uit vijf verschillende opnamesessies tussen 2002 en 2008. Dit album, getiteld Er Is Maar 1 Supermannen - The Best Of, werd uitgebracht door het Nederlandse Indie Rock-label DAWA Records, en gedistribueerd door Suburban Records.
Van 2006 tot en met 2009 tourde Supermannen als voorprogramma van The Shavers. Vanaf 2023 treden ze weer op.